# Щирицеві
Щирицеві (Amaranthaceae) — родина квіткових рослин порядку гвоздикоцвітих (Caryophyllales). Родина включає приблизно 180 родів і 2050–2500 видів; поширені по всьому світу. У флорі України родина представлена такими родами: щириця (Amaranthus), лутига (Atriplex), мітельник (Bassia), буряк (Beta), Blitum, камфорник (Camphorosma), устелиполе (Ceratocarpus), Chenopodiastrum, лобода (Chenopodium), кураєць (Climacoptera), верблюдка (Corispermum), Dysphania, солонянка (Halimione), солянка (Halocnemum), білолізник (Krascheninnikovia), Lipandra, солониця (Ofaiston), Oxybasis, солелюбка (Petrosimonia), наземка (Polycnemum), солонець (Salicornia), курай (Salsola), шпинат (Spinacia), содник (Suaeda), Teloxys.

## Опис
Багаторічні або однорічні трави, іноді чагарники і навіть невеликі вічнозелені дерева або стеблові сукуленти з атиповим полікамбіальним потовщенням осьових органів. Листя чергові або супротивні, прості, без прилистків. Квітки у верхівкових або пазушних, часто відкритих складних суцвіттях дуже різноманітного вигляду, листки часто зближені з квітками, шкірясті, сухі, нерідко яскраво забарвлені. Проста оцвітина з 3-5 шкірястих, часто сухих, вільних або злегка зрощених листочків, які можуть повністю редукувати. Тичинок 5, рідше 1-4, дуже рідко тичинок більше; в своїй основі вони, як правило, зрощені в коротку трубочку. Остання у багатьох родів несе плоскі придатки ("помилкові стамінодії ") різноманітної форми, що чергуються з тичинками. Маточка з 2-3, рідше 5 зрощених плодолистків. Одногніздна верхня зав'язь з одним базальним сім'язачатком, дуже рідко з багатьма сім'язачатками, прикріпленими до масивної низької центральної колонки. Короткий стовпчик закінчується лопатевим рильцем. Для багатьох видів характерна, незважаючи на дрібні і просто влаштовані квітки, ентомофілія і спостерігається поступовий перехід до анемофілія. Плід — горіх, часто з шкірястим оплоднем (мішечок), дуже рідко ягода або шкіряста коробочка.
У поширенні плодів часто беруть участь складні причеплення, в які перетворюються бічні квітки або групи квіток дихазіального суцвіття .
Містять пігменти беталаїни, котрі зумовлюють червоне, фіолетове та жовте забарвлення.

## Поширення
Широко поширені у всіх кліматичних зонах, переважаючи, однак, у більш сухих субтропічних і тропічних областях Африки та Америки. Світлолюбні, що вимагають багатих азотом ґрунтів, амарантові часто стають рудеральними рослинами і злісними бур'янами просапних культур. Цьому сприяє також утворення величезного числа дрібного насіння, котре легко розповсюджується і швидко проростає.

## Класифікація
Відомо близько 65 родів та до 900 видів:
| Підродина        | Роди |
| ---------------- | --- |
| Amaranthoideae   | Achyranthes, Achyropsis, Aerva, Allmania, Allmaniopsis, Amaranthus, Arthraerua, Bosea, Calicorema, Celosia, Centema, Centemopsis, Centrostachys, Chamissoa, Charpentiera, Chionothrix, Cyathula, Dasysphaera, Deeringia, Digera, Eriostylos, Henonia, Herbstia, Hermbstaedtia, Indobanalia, Kyphocarpa, Lagrezia, Lecosia, Leucosphaera, Lopriorea, Marcelliopsis,Mechowia, Nelsia, Neocentema, Nothosaerva, Nyssanthes, Omegandra, Pandiaka, Pleuropetalum, Pleuropterantha, Polyrhabda, Pseudosericocoma, Psilotrichopsis, Psilotrichum, Ptilotus, Pupalia, Rosifax, Saltia, Sericocoma, Sericocomopsis, Sericorema, Sericostachys, Stilbanhtus, Trichuriella, Volkensinia |
| Gomphrenoideae   | Alternanthera, Blutaparon, Froelichia, Froelichiella, Gomphrena, Gossypianthus, Guilleminea, Hebanthe, Hebanthodes, Irenella, Iresine, Lithophila, Pedersenia, Pfaffia, Pseudogomphrena, Pseudoplantago, Quaternella, Tidestromia, Woehleria, Xerosiphon |
| Betoideae        | Acroglochin, Aphanisma, Beta, Hablitzia, Oreobliton, Patellifolia |
| Camphorosmoideae | Bassia, Camphorosma, Chenolea, Didymanthus, Dissocarpus, Enchylaena, Eokochia, Eremophea, Eriochiton, Grubovia, Maireana, Malacocera, Neobassia, Neokochia, Osteocarpum, Roycea, Sclerolaena, Sedobassia, Spirobassia, Threlkeldia |
| Chenopodioideae  | Archiatriplex, Atriplex, Axyris, Baolia, Blitum, Ceratocarpus, Chenopodiastrum, Chenopodium, Cycloloma, Dysphania, Exomis, Extriplex, Grayia, Halimione, Holmbergia, Krascheninnikovia, Lipandra, Manochlamys, Microgynoecium, Micromonolepis, Oxybasis, Proatriplex, Spinacia, Stutzia, Suckleya, Teloxys |
| Corispermoideae  | Agriophyllum, Anthochlamys, Corispermum |
| Polycnemoideae   | Hemichroa, Nitrophila, Polycnemum, Surreya |
| Salicornioideae  | Allenrolfea, Arthrocnemum, Halocnemum, Halopeplis, Halostachys, Heterostachys, Kalidium, Microcnemum, Salicornia, Sarcocornia, Tecticornia |
| Salsoloideae     | Anabasis, Arthrophytum, Caroxylon, Climacoptera, Cornulaca, Cyathobasis, Fredolia, Girgensohnia, Halarchon, Halimocnemis, Halocharis, Halogeton, Halothamnus, Haloxylon, Hammada, Horaninowia, Iljinia, Kali, Kaviria, Lagenantha, Nanophyton, Noaea, Nucularia, Ofaiston, Petrosimonia, Piptoptera, Physandra, Pyankovia, Rhaphidophyton, Salsola, Sympegma, Traganum, Traganopsis, Turania, Xylosalsola |
| Suaedoideae      | Bienertia, Suaeda |